# 梅列恰河
57°59′39.37″N 36°25′02.19″E / 57.9942694°N 36.4172750°E
梅列恰河（俄语：Мелеча），是俄羅斯的河流，位於該國西部特維爾州，屬於奧先河的支流，河道全長95公里，流域面積1,310平方公里，在每年十一月下旬至四月上旬結冰。